# Teatro di Segesta

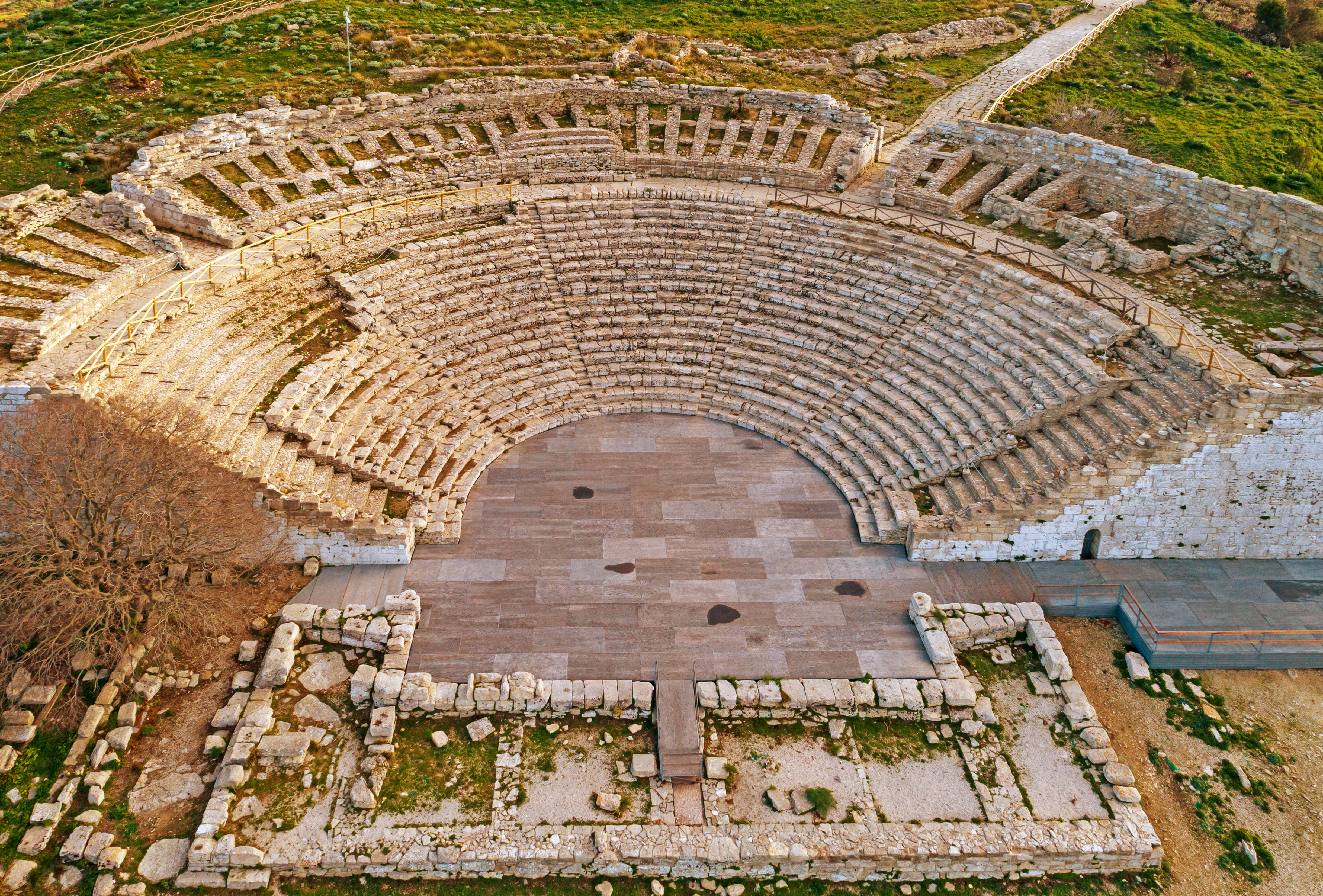
Il teatro

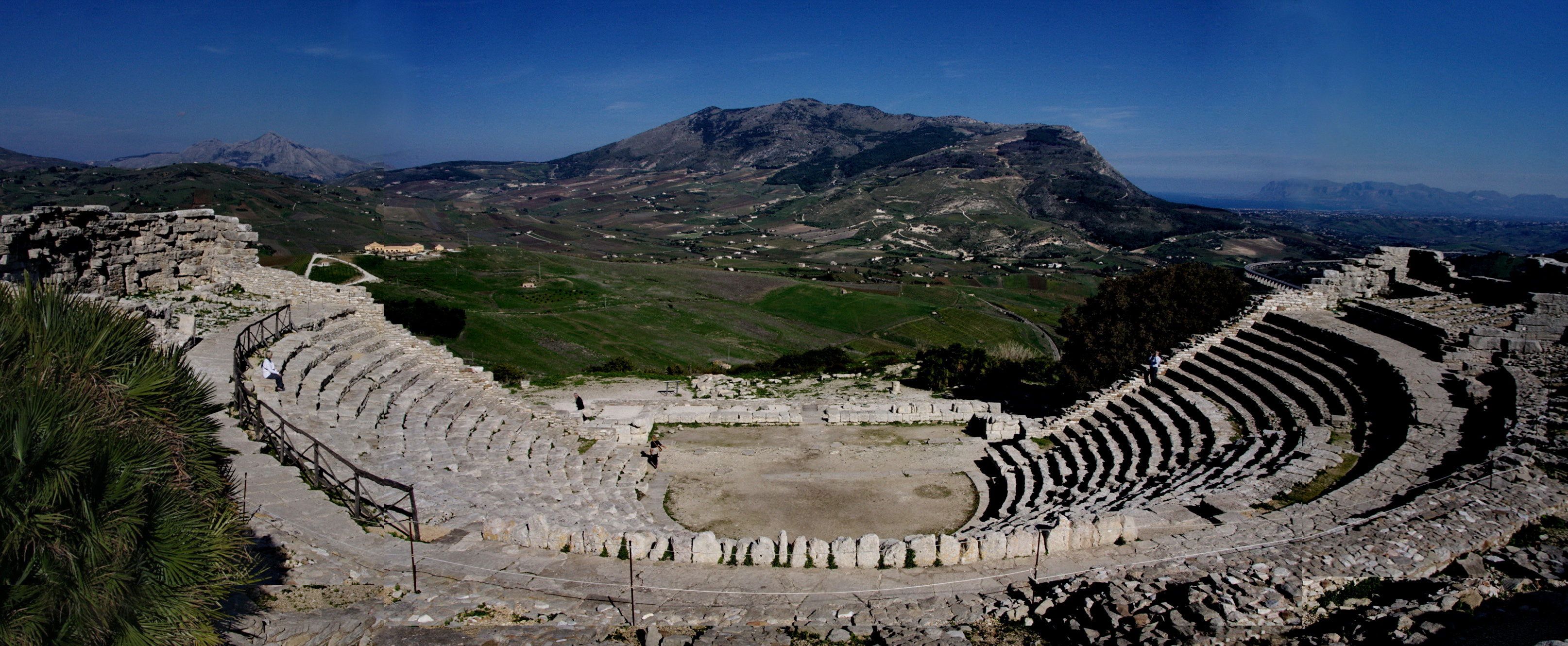
Panorama

Il teatro di Segesta è un teatro greco dell'antica città di Segesta sito nell'area archeologica di Calatafimi Segesta, comune italiano della provincia di Trapani in Sicilia.

## Descrizione
Alla fine del III secolo a.C., gli abitanti di Segesta costruirono il loro teatro sulla cima più alta del Monte Barbaro, in un sito, alle spalle dell'agorà, che era già sede di un luogo di culto molti secoli prima.
Orientato a nord, verso il Golfo di Castellammare, il teatro di Segesta sfrutta come scenografia lo splendido panorama del mare e delle colline a perdita d'occhio.
Il teatro fu costruito secondo i dettami dell'architettura greco-ellenistica, con blocchi di calcare locale. Si discosta dalla struttura tipica dei teatri greci perché la cavea non poggia direttamente sulla roccia ma è stata appositamente costruita ed è sorretta da muri di contenimento.
Consta di due ingressi, leggermente sfalsati rispetto all'asse principale dell'edificio ed è in grado di contenere circa 5000 persone.
La cavea del teatro di Segesta ha un diametro di 63 m ed è divisa in due da un corridoio centrale, il diazoma.
Ne derivano due sezioni: una più in basso e una più in alto.
La prima conta 21 file di posti divise da 6 scalette in 7 piccoli cunei di dimensioni variabili, la seconda era fornita invece di sedili con schienale. Delle gradinate della summa cavea rimangono però solo poche tracce.
Recenti ricerche hanno mostrato l'esistenza anche di un settore di gradinata più in alto, tra i due ingressi, parzialmente riutilizzato nella necropoli musulmana (prima metà del XII secolo). Ad ovest il Teatro è costeggiato da una strada lastricata che arriva fino ad una grotta naturale, in cui si trova una sorgente sacra. Usata durante l'età del bronzo, fu poi inglobata nel muro di sostegno della cavea.
L'orchestra di forma semicircolare ha un diametro di 18,4 m. L'ingresso è consentito attraverso due aperture, i parodoi, poste ai lati del semicerchio, ortogonalmente rispetto all'asse centrale.
Come nel teatro di Siracusa, quello di Segesta è munito di corridoi sotterranei che venivano usati per il passaggio degli attori. Da queste entrate non vi potevano entrare gli stranieri ed i più poveri.